# Католицизм в Папуа — Новой Гвинее

Папуа — Новая Гвинея

Католицизм в Папуа — Новой Гвинее или Католическая церковь в Папуа — Новой Гвинее является частью всемирной Католической церкви. Численность католиков в Папуа — Новой Гвинее составляет около 1,74 миллиона человек (около 27 % от общей численности населения).

## История
Первые католические миссионеры стали прибывать на территорию сегодняшней Папуа — Новой Гвинеи с середины XVI века вместе с португальскими и испанскими мореплавателями. Из-за плохого климата, враждебности местного населения и слабой колонизации контакты миссионеров были эпизодическими. 16 июля 1844 года Римский папа Григорий XVI учредил апостольский викариат Меланезии, в который входила территория Папуа — Новой Гвинеи. Первые десять постоянных миссионеров из монашеской конгрегации мариистов стали работать в Папуа — Новой Гвинее с начала 40-х годах XIX века, но почти все они погибли от рук местного населения и малярии.
В 1881 году миссия на Папуа — Новой Гвинее была поручена монахам из монашеской конгрегации Святейшего Сердца Иисуса. 29 сентября 1882 года на остров Матупит прибыли первые три монаха из конгрегации Святейшего Сердца Иисуса. 16 июля 1885 года на острове Йуле была отслужена первая святая месса на территории Папуа — Новая Гвинеи. Позднее в Папуа — Новую Гвинею стали прибывать монахи из других монашеских орденов и конгрегаций, которые начали активную миссионерскую деятельность среди местного населения.
Во время II Мировой войны, когда Папуа — Новая Гвинея была оккупирована Японией, большинство католических миссий было разрушено. Почти все европейские священнослужители и монахини были интернированы японской оккупационной властью и погибли в концлагерях. В это время многие миряне, несмотря на отсутствие священнослужителей, продолжали миссионерскую деятельность, за что подвергались гонениям со стороны японских властей. Одним из самых известных катехизаторов, продолжавших катехизацию при оккупационной власти, стал Пётр То Рот, который был арестован за свою незаконную деятельность и казнён в июле 1945 года в японском концлагере Ракунай.
В настоящее время Католическая церковь проводит в Папуа — Новой Гвинее многостороннюю деятельность. Она основывает и содержит многочисленные образовательные, культурные и лечебные заведения.

## Церковная структура
В Папуа — Новой Гвинее в настоящее время действуют 4 архиепархии, 15 епархий и 318 приходов. Централизованным органом Католической церкви в Папуа — Новой Гвинее является Конференция католических епископов Папуа — Новой Гвинеи и Соломоновых Островов.
- Архиепархия Маданга;
  - Епархия Аитапе;
  - Епархия Ванимо;
  - Епархия Вевака;
  - Епархия Лаэ.
- Архиепархия Маунт-Хагена;
  - Епархия Вабага;
  - Епархия Гороки;
  - Епархия Кундиавы;
  - Епархия Менди.
- Архиепархия Порт-Морсби;
  - Епархия Алотау-Сидеи;
  - Епархия Береины;
  - Епархия Дару-Киунги;
  - Епархия Керемы.
- Архиепархия Рабаула;
  - Епархия Бугенвиля;
  - Епархия Кавиенга;
  - Епархия Кимбе.

## Источник
- Католическая Энциклопедия, т. 3, изд. Францисканцев, М., 2007, стр. 1290—1294, ISBN 978-5-91393-016-3